# Walki w rejonie Tauer, Förstgen i Dauban
Walki pod Tauer, Fostgen i Dauban – walki stoczone 21 i 22 kwietnia 1945 roku pod Tauer, Forstgen i Dauban, podczas II wojny światowej, część operacji łużyckiej w ramach operacji berlińskiej.

## Sytuacja taktyczna
2 Armia Wojska Polskiego (2 AWP) walczyła w operacji berlińskiej w ugrupowaniu 1 Frontu Ukraińskiego (1 FU). Forsowała Nysę i przełamywała obronę niemiecka na odcinku Rothenburg – folwark Wysokie. Zadaniem 2 AWP było przełamanie obrony niemieckiej w pasie natarcia i rozwijanie powodzenia na kierunku: Niesky, Budziszyn, Drezno na głębokość 90 km, w celu osłony sił głównych 1 FU od południa. 2 AWP działała w ramach ugrupowania wiążącego razem z 52 Armią sowiecką. Obrona niemiecka o głębokości 30 – 35 km opierała się na rzekach: Nysa Łużycka, Weißer Schöps i Schwarzer Schöps. Przed frontem 2 AWP broniły się dwie dywizje niemieckie. W planie operacyjnym 1 FU, trzeciego dnia walk 2 AWP miała dokonać wyłomu w obronie niemieckiej na głębokość 50–60 km i dotrzeć do rejonu: Buchwalde – Koenigswartha – Budziszyn, a w dalszych działaniach osiągnąć Drezno, na które od północy miała nacierać 2 Armia Gwardii (prawy sąsiad 2 AWP). 2 Armii nacierała ugrupowaniem: od północy: w I rzucie na kierunku pomocniczym 10 DP, 7 DP (prowadziły działania wiążące), na głównym kierunku uderzenia 9 DZ i 8 DZ. W II rzucie 5 DP i 1 KPanc.

## Przebieg walk
5 DP działając w drugim rzucie 2 AWP, 16 kwietnia po południu przeprawiła się przez Nysę na południe od Rothenburga. Po sforsowaniu Nysy zmuszona była wstrzymać natarcie. 17 kwietnia wzmocniona batalionami czołgów 16 BPanc (w sile 3 batalionów T-34 – 65 czołgów, i batalionu piechoty zmotoryzowanej) i 28 pułkiem dział pancernych przeszła do I rzutu armii. Dywizja z siłami wzmocnienia wyszła 17 kwietnia wieczorem na pozycje wyjściowe do natarcia, z zadaniem wejścia w lukę między 7 i 9 DP i uderzenia zza prawego skrzydła 9 DP. Bataliony czołgów 16 BPanc przydzielono do pułków piechoty. 18 kwietnia rano Dywizja nawiązała kontakt bojowy z nieprzyjacielem i przełamywała opór niemiecki w rej. Rietschen. 19 i 20 kwietnia miała opanować Rietschen, a następnie wyjść na rubież Koenigswartha – Krinitz nad rz. Schwarzer Shöps. Zadanie bezpośredniego natarcia na Rietchen powierzono 13 pułkowi piechoty z 2 batalionem 16 BPanc, oraz wsparciem pięciu baterii 22 pal. 13 pp podporządkowano na czas walk o Rietschen 7 DP. W Rietschen bronił się 1 pułk grenadierów pancernych "Brandenburg" i pozostałości 615 Dywizji Specjalnej. 13 pp po zajęciu Rietchen miał wrócić w podporządkowanie macierzystej dywizji. Siły 13 pp opanowały Trebus. Natarcie 13 pp, po 11 km walk, zostało załamane 2 km. przed Rietschen. Między nacierającymi 13 i 17 pp wytworzyła się luka o szerokości ok. 9 km., w którą wprowadzono 15 pp. 17 pp napotkał opór pod Sandchenke. Po dwóch godzinach walk miejscowość zdobyto, po czym pułk ruszył w kierunku Szprewy – oddalonej o ok. 20 km. Dowódca pułku sformował Oddział Wydzielony, w sile wzmocnionej kompanii, który opanował kilka miejscowości. Siły główne 17 pp wieczorem dotarły do Schwarzer Shops i z marszu sforsowały rzekę na dwóch odcinkach.
Główne siły 5 DP miały do 20 kwietnia opanować m. Koeningswartha. Każdy pułk 5 Dywizji, jako walczącej samodzielnie, wzmocniono batalionem czołgów oraz dwoma bateriami dział samobieżnych. Dowództwo i sztab 5 DP stacjonowało w m. Tauer. 19 kwietnia siły 5 DP przesunęły się w walkach 15 km na zachód. Część 5 DP nacierając z południowego zachodu, wspólnie z 7 i 10 DP próbowały opanować Rieschen.
21 kwietnia siłom 7 DP z 13 pp z 5 DP udało się opanować Rietschen. Zdobycie tej miejscowości pozwoliło dywizjom rozwinąć natarcie na zachód. 21 kwietnia 5 DZ nacierała na prawy skrzydle 2 AWP. 15 pp wysunął się na zachód, 17 pp został zatrzymany pod Kamenz i toczył o nie walki. 13 pp po zakończeniu walk o Rietschen wrócił w podporządkowanie 5 DZ. Dywizja nacierała zgrupowaniami odległymi od siebie nawet po kilkanaście kilometrów. Na północ od Budziszyna w Tauer znajdowało się dowództwo, sztab i jednostki pomocnicze. Dowodzenie dywizją uległo dezorganizacji.
Siły Grupy Armii feldmarszałka Ferdynanda Schörnera idące na odsiecz Berlina, rozbiły ugrupowanie 52 Armii sowieckiej i uderzyły na Polaków nad Szprewą. Atakujące siły niemieckie składały się z jednostek : 2 Dywizji Grenadierów Pancernych "Hermann Göring", Dywizji Grenadierów Pancernych "Brandenburg", 20 Dywizji Pancernej, 1 Dywizji Pancerno-Spadochronowej "Hermann Göring, 2 oraz 10 Dywizji Pancernej SS. Z Polakami walczyły też jednostki 600 Dywizja Piechoty utworzonej z byłych jeńców sowieckich. Niemcy mieli ok. 50 tys. żołnierzy, 600 dział i 300 czołgów.
W momencie uderzenia sił niemieckich, 2 Armia była w niekorzystnym ugrupowaniu. 10 DP (na prawym skrzydle) znajdowała się nad Schwarzep Schops. Pomiędzy 7 DP, walczącą pod Rietschen – Steinabach i 5 DP nacierającą na zachód w kierunku Heideanger – Neudorf pojawiła się luka. Między siłami 2 AWP, a sowiecką 52 Armią, na zachód od Kodersdorf pojawiła się luka ok. 20 km. Niemiecka 20 Dywizja Pancerna uderzyła w tę lukę. Sztab 2 AWP zatrzymał natarcie 1 Korpusu Pancernego i 8 DP na Drezno. Obydwa związki taktyczne przeszły do walk obronnych.
Dalsze działania jednostek polskich na zachód prowadziły do całkowitego rozczłonkowania ugrupowania 2 Armii. Mimo niekorzystnej sytuacji operacyjnej 2 AWP marszałek Koniew jednak nie rezygnował z opanowania Drezna. Doszło do rozczłonkowania polskich dywizji na przestrzeni 50 kilometrów i rozdzielenia 2 AWP na trzy odrębne ugrupowania. Powstała 40 kilometrowa luka na prawym skrzydle, w rejonie Spreefurt, w którą weszły siły niemieckie znad Nysy (615 Dywizja Specjalna i 545 Dywizja Grenadierów Ludowych oraz elementy Dywizji Grenadierów Pancernych "Brandenburg"). Polskie dowództwo ignorowało wcześniejsze sygnały o niemieckich kontratakach na południu, gdzie w ich wyniku 52 Armia sowiecka została rozbita. Niemcy już od 19 kwietnia przegrupowali siły i rozpoczęli przeciwuderzenia na lewe skrzydło wojsk nacierających z kierunku Görlitz. Uderzenie niemieckie groziło wyjściem na tyły 1 Frontu Ukraińskiego. Doszło do mocnych starć pomiędzy miejscowościami Bautzen a Nisky. Miasto zostało odbite przez siły niemieckie, które powstrzymały także polski kontratak wsparty pospiesznie ściągniętym spod Drezna 1 Korpusem Pancernym.
Sytuacja 5 DP była w tym czasie tragiczna. Sztab dywizji wraz z samodzielnymi pododdziałami tyłowymi i zabezpieczenia stacjonował 5 km na północny zachód od miejscowości Tauer. Grupa uderzeniowa dywizji złożona z 17 pp i 15 pp znajdowała się w odległości od 28 do 36 km na zachód od tego miejsca, a 13 pp ok. 7 km na wschód, pod Rietschen. Takie położenie jednostek praktycznie uniemożliwiało dowodzenie nimi przez dowódcę dywizji. Gen. Waszkiewicz zwlekał z przeniesieniem sztabu za Szprewę, mimo rozkazu otrzymanego 21 kwietnia rano od dowódcy 2 AWP. Ta decyzja miała tragiczne skutki, ponieważ już około godz. 16.00 Niemcy zaatakowali z lasów na północy i północnym wschodzie od Tauer, a z kierunku północno-zachodniego ukazały się niemieckie czołgi. Na sztab i jednostki pomocnicze dywizji nacierały: 2 batalion 1 pułku grenadierów pancernych „Brandenburg” i dwie baterie z brygady artylerii szturmowej „Grossdeutschland” i Grupa Bojowa Kappel. Odcięty został 13 pp oraz 1 i 2 batalion 15 pp. Doszło do wielogodzinnych walk, w których jednostki polskie stawiły nacierającemu przeciwnikowi dramatyczny opór. Oddziały 5 DP przeszły w walkach do m. Forstgen. 22 kwietnia rano dowódca 5 DZ gen. Waszkiewicz polecił we współdziałaniu z batalionami 16 BPanc zorganizować obronę na północno-zachodnim skraju Forstgen. Płk Michaił Kudriawcew – dowódca 16 BPanc, nie wyraził zgody na zorganizowanie wspólnego dowództwa i obie jednostki dalej prowadziły nieskoordynowane walki, ponosząc przy tym znaczne straty. 22 kwietnia oddziały polskie w rejonie Forstgen zostały całkowicie okrążone. Dopiero wtedy podjęto decyzję o wspólnym przebijaniu się w kierunku południowym na Weigersdorf. Oddziały 5 DP wraz z bateriami 14 BAPpanc miały utworzyć w tej akcji skrzydłowe podgrupy wspierające. Natarcie rozpoczęto o godz. 14.00, jednak udało się przebić jedynie 3 batalionowi czołgów 16 BPanc. Niemcy kontratakowali i udało im się rozbić ugrupowanie polskie. Gen. Waszkiewicz zarządził wychodzenie z okrążenia i próbował zorganizować obronę między Dauban i północno-zachodnim skrajem Forstgen. Nakazał też spalić wszystkie dokumenty operacyjne. Następnie zarządził przebijanie się w kilkuosobowych grupach przez lasy w kierunku wschodnim do stanowisk 7 DP. Pod osłoną nocy i w deszczu pojedyncze grupy żołnierzy 5 DP próbowały przedrzeć się przez niemiecki kordon, jednak z powodu obsadzenia przez Niemców wszystkich miejscowości, skrzyżowań dróg i kluczowych punktów terenowych udało się to nielicznym. Gen. Waszkiewicz wraz z 9-osobową grupą również podjął próbę przebicia, ale polscy żołnierze zostali zauważeni przez wroga i w połowie drogi między Forstgen a Weigersdorfem zostali otoczeni. Generał schronił się w przepuście betonowym, jednak ranny odłamkiem granatu został obezwładniony i dobity kolbami. 23 – 26 kwietnia pododdziały 5 DP walczyły w rozproszeniu, wspólnie ze związkami taktycznymi i oddziałami 2 AWP.
Z okrążenia udało się wydostać szefowi sztabu dywizji ppłk. Piotrowi Wiesieńskiemu, który po siedmiu dniach dotarł do sił głównych jednostki. Gen Świerczewski wyznaczył go na dowódcę pozostałych sił 5 Dywizji. 5 Dywizja Piechoty poniosła największe straty, ze wszystkich dywizji 2 AWP walczących w Operacji Łużyckiej. Straciła dowódcę.
16 Brygada Pancerna 17 kwietnia 1945 zdobyła wschodni brzeg rzeki Weisser Schöps, a następnie sforsowała ją. 19 kwietnia zajęła Klitten, Nieder Prauske i wieczorem osiągnęła Sprewę. 17 kwietnia bataliony 16 BPanc zostały podporządkowane 5 DZ i przydzielone jako wsparcie pułkom dywizji. 18 kwietnia bataliony 16 BPanc w ugrupowaniu 5 DZ nacierały na Rietschen. 20 kwietnia 5 DZ przeszła częścią sił do pościgu w kierunku Drezna. 21 kwietnia 16 BPanc na podstawie rozkazu miała odejść do dyspozycji dowódcy 2 AWP, co znacznie osłabiłoby siły 5 DP, mimo wzmocnienia dywizji 3 pułkiem moździerzy. Jednak 22 kwietnia 16 Brygada znalazła się razem z oddziałami 5 DP w okrążeniu pod Forstgen między Budziszynem a Niesky. Na próbę zorganizowania przez dowódcę 5 DZ obrony na północno-zachodnim skraju Forstgen, we współdziałaniu z siłami 16 BPanc, dowódca Brygady zdecydował wspólnie z siłami 28 papanc i 5 pczc przeprawić się za Szprewę. Wobec odcięcia dróg przez Niemców, uderzył na północ w celu połączenia się z jednostkami sowieckimi. W tej fazie bitwy dowództwo 16 BPanc zostało okrążone. W siły czołgistów wdarła się panika. W trakcie ciężkich walk zginął płk M. Kudriawcew – dowódca 16 BPanc i jego zastępca ppłk Włodzimierz Gwozdkow. Brygada przestała istnieć. Pozostali przy życiu żołnierze w rozproszeniu przedzierali się do własnych wojsk. Po przedarciu się z okrążenia na teren własny pozostałości pododdziałów zajęły stanowiska obronne w rejonie Klitten, gdzie przystąpiono do odtwarzania jednostki. Z 1300 oficerów i żołnierzy 16 BPanc pozostało ok. 100, z 65 czołgów – pozostało 3.
W Forstgen i pod miejscowością 16 BPanc oraz część 5 DP została okrążona i zniszczona. Jednostki polskie były zmuszone prowadzić walkę w odosobnieniu. Łączność między sztabem Armii i związkami taktycznymi oraz jednostkami została przerwana. Armia utrzymywała łączność bezpośrednio z pułkami. Przerwane zostały linie zaopatrzenia. W sytuacji zagrożenia flanki Frontu, marszałek Koniew skierował na południe 5 Armię Gwardii. Walki na tym odcinku frontu trwały do końca kwietnia.

## Podsumowanie bitwy
2 AWP nie otrzymała z 1 Frontu Ukraińskiego danych operacyjnych o przeciwniku. Dowództwo wydało rozkazy natarcia na nierozpoznanego przeciwnika. Sztab Armii nie ocenił sił niemieckich na kierunku przełamania, ani na południu i wschodzie od kierunku natarcia. Marszałka Koniewa interesowało zdobycie Berlina, dlatego na tym etapie operacji nie zwracał uwagi na lewe skrzydło frontu i brak współdziałania 2 AWP z 52 Armią sowiecką. Ambicją Gen. K. Świerczewskiego było zdobycie dużego miasto, jakim było Drezno. Nie posiadając odwodów prowadził natarcie i dopuścił do rozczłonkowania sił Armii, odsłonięcia południowego skrzydła i utraty kontaktu między dywizjami i jednostkami.
Walki żołnierzy polskich pod Tauer, Forstgen i Dauban zostały upamiętnione na Grobie Nieznanego Żołnierza w Warszawie, napisem na jednej z tablic po 1945 r. "DAUBAN 22 IV 1945".